# A cappella
Cet article possède un paronyme, voir Cappella.
Pour les articles homonymes, voir A cappella (homonymie).

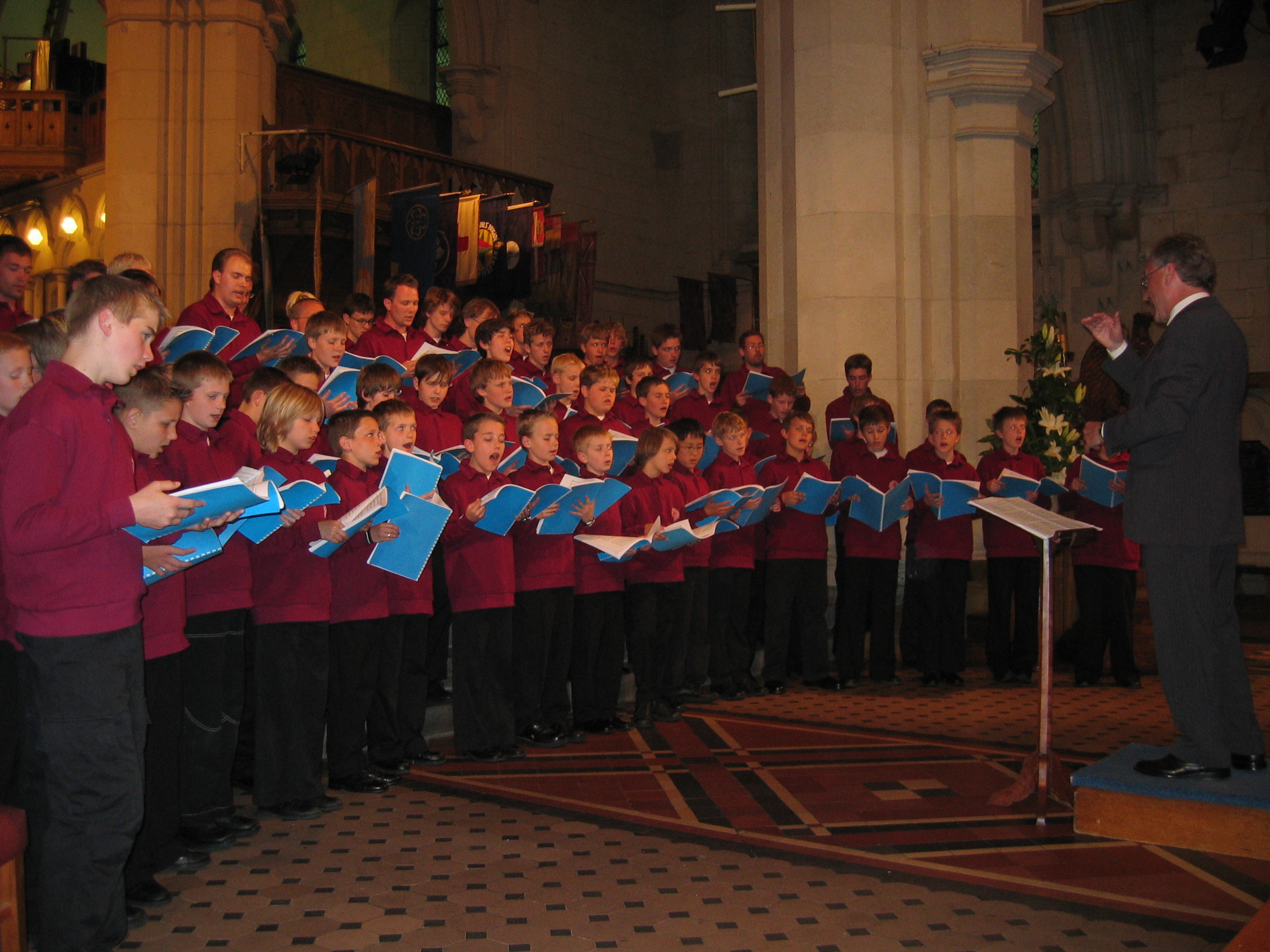
Manécanterie chantant a cappella.

A cappella (prononcé en français : [a kapɛla], prononcé : [a kapˈpɛlla] en italien) est une locution utilisée en musique vocale indiquant qu'un chant ou une partie d'un chant, à une ou plusieurs voix, est exécuté sans accompagnement instrumental.

## Étymologie
L'expression est une francisation de l'expression italienne a cappella, signifiant « pour la chapelle », en référence aux chants pratiqués dans les chapelles, sans accompagnement musical, et spécialement, en référence aux chœurs de la chapelle Sixtine qui chantent sans accompagnement[source insuffisante].
La réforme orthographique de 1990 suggère la graphie « à capella »

## Histoire

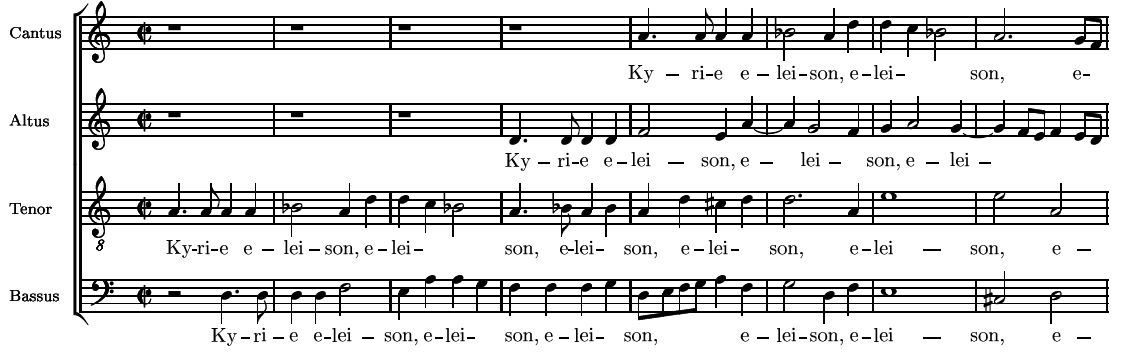
Le Kyrie de la Missa brevis de Lotti fait partie du répertoire a cappella ; il peut être doublé par un consort de flûte à bec. Cliquer pour agrandir.

Jusqu'au XVIIIe siècle, un chant a cappella désigne une œuvre vocale religieuse, écrite généralement pour quatre voix mixtes, souvent extraite d'une messe ou d'un motet, utilisant le contrepoint rigoureux et l'imitation, d'harmonie simple évitant les dissonances, parfois soutenue par un orgue ou tout au moins par un positif ou tout autre instrument présent dans la chapelle où ont lieu les répétitions (d'où l'expression « a cappella » : à la manière du travail fait dans la chapelle). Chaque partie peut être suivie par un instrument monodique, mais l'ensemble du chœur peut aussi être doublé par un consort d'instruments. Ce style d'écriture, propre à la musique religieuse, s'oppose aux autres écritures pour voix comme la mélodie accompagnée, le récitatif, la cantilène ou l'aria.
La technique et son répertoire sont alors enseignés dans les maîtrises des écoles catholiques rattachées à de grandes paroisses, à des cours princières, royales ou celle pontificale de la chapelle Sixtine de Rome. Les chants polyphoniques propres aux cérémonies liturgiques y sont cultivés, les choristes participants recevant, outre une éducation générale solide, une formation musicale et religieuse poussée.
Ce n'est qu'au XIXe siècle que l'expression a cappella est utilisée pour qualifier plus largement toute pratique vocale à plusieurs voix dénuée d'accompagnement et ensuite aussi, par extension, le chant à une voix seule ou d'inspiration profane (chant grégorien, madrigal de la Renaissance française ou italienne, psaumes et hymnes des Églises réformées ou orthodoxes, zemirot (en) judaïques, nasheed musulmans).

### XXIesiècle
Depuis le milieu du XXe siècle, le chant a cappella s'est étendu à la musique populaire, au jazz, au rhythm and blues, au slam. Certains chanteurs et groupes de tous genres se spécialisant dans cette technique vocale soit ponctuellement pour une phrase ou une chanson, soit pour l'ensemble de leur répertoire. Si, en musique classique et particulièrement en musique religieuse, aucun instrument d'accompagnement ne soutient les chanteurs, des groupes ethnomusicologiques, des chorales comme celles du genre gospel, et certains chanteurs contemporains s'accompagnent parfois d'une simple rythmique faite de claquements de doigts, de claps des mains, ou d'un instrument de percussion à son indéterminé comme un tambourin, des castagnettes, des maracas ou autres bongos et congas. Restant sans soutien harmonique (piano, guitare…), ils ne perdent pas le qualificatif d'« a cappella ».
Les groupes contemporains les plus populaires sont souvent composés de quatre à six chanteurs. L'organisation la plus classique consiste alors en une répartition SATB (soprano, alto, ténor, basse) pour les groupes mixtes et TBB (ténor, baryton, basse) pour les groupes masculins. Les groupes a cappella exclusivement féminins sont assez rares, principalement à cause du fait que la tessiture des différentes voix de femmes ne couvre pas une amplitude aussi grande que celle des différentes voix d'homme[réf. nécessaire]. De ce fait, les groupes féminins possèdent très souvent un instrument d'accompagnement destiné à assurer une ligne de basse manquant aux voix féminines. C'est le cas du groupe français LEJ, dont une des chanteuses joue fréquemment du violoncelle dans ses chansons. Les groupes comportent également souvent un beatboxer ou un percussionniste permettant de maintenir le rythme des chansons.

## Chanteurs et groupes contemporains
- Afrique du Sud : Ladysmith Black Mambazo ;
- Allemagne : Van Canto, Wise Guys ;
- Angleterre : The King's Singers, The Gesualdo Six, The Longest Johns ;
- Australie : The Idea of North (en) ;
- Belgique : Tam Echo Tam, Witloof Bay ;
- Brésil : Trio Esperança ;
- Canada : The Nylons (en), Les Charbonniers de l'enfer[5], QW4RTZ ;
- Corée du Sud: Maytree
- Cuba : Vocal Sampling ;
- États-Unis : The Blanks, Naturally 7, Voiceplay, Take 6, Pentatonix, Home Free, Voctave, Peter Hollens, Bobby McFerrin ;
- États-Unis/Arménie : Zula ;
- France : Les Frères Jacques, Pow Wow, Ommm[6], A4, LEJ ; Piccolo[7]
- Finlande : Rajaton ;
- Israël : The Voca People ;
- Pologne : Banana Boat ;
- Slovénie : Perpetuum Jazzile ;
- Suède : The Real Group ;
- Suisse : Voxset[8].